# 新桃電廠
新桃電廠為一座位於臺灣新竹縣關西鎮的燃氣複循環火力發電廠，是由臺灣民間企業長榮集團旗下長榮開發投資興建的發電廠。廠內安裝一套燃氣複循環發電機組，包括三部燃氣渦輪發電機及一部蒸汽渦輪發電機，總裝置容量為733百萬瓦，將依PPA之契約容量600MW發電躉售予台灣電力公司統籌供電調度。並依據新修正頒布之電業法，定期編制簡明月報、每年供查閱。

## 沿革

### 計畫
新桃電廠是行政院經濟部第二階段開放民間設立發電廠方案中唯一獲准設立的民營發電廠，該發電廠是由長榮集團旗下長榮開發投資興建，於1995年長榮開發首先和開發工銀合作向經濟部提出申請發電廠投資開發案，1996年獲得經濟部許可後成立新桃電力股份有限公司。
隨後新桃電力股份有限公司立即展開發電廠開發計畫，預估總投資金額高達新臺幣158億元，當時長榮開發也已取得行政院中長期資金貸款，並於1999年7月中旬與國內21家行庫簽訂新臺幣104億元的聯貸合約。
這座火力發電廠也是繼鄰近桃園縣觀音鄉（今桃園市觀音區）長生電力公司投資的海湖發電廠以後，臺灣北部第二家獲准投資興建的民營發電廠。

### 興建
1999年8月3日，新桃電廠正式動工興建，廠內預計將安裝一套燃氣複循環發電機組，包括三部燃氣渦輪發電機及一部蒸汽渦輪發電機，當時這座發電廠也是經濟部自1995年開始推動民營發電廠計畫以來，繼雲林縣麥寮發電廠商轉、桃園縣海湖發電廠點火、花蓮縣和平電廠及臺中縣海渡發電廠動工以後，全臺第五家正式動工興建的民營火力發電廠。
發電廠動工後，能源局表示，新桃電廠之設計採地下輸電纜線傳送電力，且因廠址緊臨台電公司的龍潭超高壓變電所，因此未來新桃電廠所發之電力將直接由地下輸電纜線傳送電力至隔壁的龍潭超高壓變電所，不須再另架設輸電網路，便得以直接供應北部地區的用電需求，預估將在2004年完工啟用。
另外，新桃電廠的最大特色為國內第一座採用無耗水量氣冷式冷卻系統的民營火力發電廠，這項措施除了可節省水資源並且也沒有溫水對外排放而影響周圍水域生態等環境問題。

### 完工
2002年3月，新桃電廠正式完工商轉，啟用後為當時新桃電力最大股東長榮開發及長榮航空帶來了穩定的轉投資收益。2006年12月26日，長榮航空突然宣佈將出清旗下持有的新桃電力9.69%股權，並表示當時仍對新桃電力的前景保持樂觀態度，但因處分利益很高，因此決定出清持股；長榮開發仍持有新桃電力47.76%股權，因此長榮集團仍為最大股東，仍可保有新桃電力的主導權。
2010年5月19日，日本國內最大的海外獨立發電業者丸紅株式會社宣布，將自長榮集團旗下4家公司——包含長榮開發、明昱投資、新台股份公司和英屬維京群島商雲杉公司——的手中收購所持有的新桃電力61.78%的股權，這也使得丸紅所持有的新桃電力股權從原先的21.42%提高至83.2%。
而當時丸紅另持有長生電力40%股份，總數以發電容量與出資比重換算，丸紅共持有969MW的發電容量，從而成為臺灣擁有最大發電容量的外資企業。
2010年10月27日，日本九州電力公司宣布將收購新桃電力公司32%的股份，並表示九州電力認為臺灣對電力的需求正穩定增長，因此這項收購投資可為他們帶來穩定收益，不過這項收購案並沒有對外透露其收購金額。
2013年3月，中華民國公平交易委員會以違反《公平交易法》聯合行為之規定，對包含新桃電廠在內的麥寮、和平、海湖、國光、嘉惠、森霸、星能及星元等9家臺灣民營電力公司裁處新臺幣60億元罰鍰。公平會認定，上述9家民營電力業者組成台灣民營發電業協進會，並協商互相約束自身的商業活動，加上9家發電業者在發電市場之市占率達到近19％，足以影響市場供需功能，違反《公平交易法》聯合行為之規定，因此主張需開罰。
然而9家電力公司不服而向公平交易委員會提起訴訟後，於2014年10月29日，臺北高等行政法院提出兩點：第一，長生等9家電力公司與台電簽訂有購售電費合約（PPA），而在契約有效期間內，9家民營電力公司所產出電能的價格與數量，是經由與台電所簽訂的購售電費合約（PPA）來決定，不是由市場中的供給與需求決定；加上，9家電力公司間既不存在一個發電市場，彼此之間當無合意相互約束事業活動，限制彼此競爭的情形。第二，9家民營電力公司依約須出售自身所生產之電力給台電，並接受台電的統籌調度；台電才是電力供需的決定者，無從計算9家電力公司的市占率。因此判決公平會敗訴。

## 設備

### 發電機組
| 汽渦輪發電機類型                                                                                                   | 熱回收爐類型 | 汽輪發電機類型 | 機組數量 （氣渦輪機+汽輪機） | 發電燃料 | 裝置容量（MW） | 商轉日期  | 狀態   |
| --- | ------------ | -------------- | ---------------------------- | -------- | -------------- | --------- | ------ |
| 1-A 美国奇異公司製7001FA汽渦輪發電機 · 1-B 美国奇異公司製7001FA汽渦輪發電機 · 1-C 美国奇異公司製7001FA汽渦輪發電機 | 斗山集團     | ST-1 日本東芝  | 3部氣渦輪機 1部汽輪機        | 天然氣   | 733MW          | 2002年3月 | 商轉中 |

## 資料來源
1. 1 2   (PDF). 台灣電力公司.   [2016-11-13]. （原始内容 (PDF)存档于2017-01-14） （中文（臺灣））.
2. ↑  .   [2018-08-31]. （原始内容存档于2019-05-24）.
3. 1 2 3  陳雅潔. . 蘋果日報. 2006-12-27  [2016-11-13] （中文（臺灣））.
4. 1 2 3 4 5  單美雲. . 工商時報. 1999-08-04  [2016-11-13]. （原始内容存档于2012-01-18） （中文（臺灣））.
5. 1 2  蔡承啟. . MoneyDJ理財網. 2010-05-19  [2016-11-13]. （原始内容存档于2019-05-22） （中文（臺灣））.
6. ↑  . 大紀元. 2010-10-27  [2016-11-13]. （原始内容存档于2020-01-20） （中文（臺灣））.
7. 1 2 3 4  張國仁. . 中時電子報. 2014-10-30  [2016-11-13]. （原始内容存档于2020-08-05） （中文（臺灣））.
8. ↑  . 台灣丸紅股份有限公司.   [2023-01-05]. （原始内容存档于2017-12-01） （中文（臺灣））.
9. ↑  中興工程-新桃電廠IPP電廠營建管理 （页面存档备份，存于）

## 外部連結
- 新桃電力粉絲專頁